# One Night in Space
De dvd Live at the Alte Oper Frankfurt-One Night in Space is een concertregistratie van een concert van het Duitse Tangerine Dream, gegeven in het operahuis Alte Oper in Frankfurt am Main op 7 oktober 2007. Zoals ook op de vorige dvd musiceert de groep statisch. Ditmaal soms op de achtergrond begeleid door beelden van NASA of animaties daarvan.

## Musici
- Edgar Froese, Thorsten Quaeschning – synthesizers of soortgelijke instrumenten;
- Iris Camaa- percussie;
- Linda Spa – saxofoon, toetsen;
- Bernhard Beibl - gitaar.

## Tracks
1. Yesterday (Lennon-McCartney) gespeeld op een speeldoos
2. Ayumi’s butterflies
3. No more vandles burning
4. Lady Monk
5. Carmel calif
6. After the call
7. Hyper Sphynx
8. Midwinter night
9. One night in space
10. Part of Logos
11. Nevel of light (part 2)
12. Elf June and the midnight patrol
13. Nutshell awakening
14. Iguana
15. Story of the brave
16. Bells of Accra
17. Girl on the stairs
18. Streethawk
19. Teetering scales
20. La liberation.

Alle tracks worden zonder tussenpauzes gespeeld; de dames en heren zijn continu aan het spelen, behalve tracks 17-20; dat zijn toegiften op verzoek van het publiek.
De extra’s worden gevormd door een kleine ontmoeting met de leden van de band in de pub en een impressie van het operagebouw. De beelden van Iris Camaa lopen soms niet synchroon met de muziek.